# توربية منغنيزية
توربية منغنيزية (الاسم العلمي: Pedomicrobium manganicum) هي نوع من البكتيريا يتبع جنس التوربية من فصيلة الخيطبيات.